# أوريا شيلتون
أوريا شيلتون (بالإنجليزية: Uriah Shelton)‏ هو مغني وممثل أمريكي، ولد في 10 مارس 1997 بدالاس في الولايات المتحدة.

## وصلات خارجية
- أوريا شيلتون على موقع IMDb (الإنجليزية)
- أوريا شيلتون على موقع ميوزك برينز (الإنجليزية)
- أوريا شيلتون على موقع قاعدة بيانات الفيلم (الإنجليزية)